# Левостороннее движение (группа)
«Левостороннее движение» — советская, а затем российская музыкальная группа, работающая в стиле евродиско. Песни коллектива имеют сатирический оттенок с элементами стёба.

## История

### 1987—1990: «Золотой состав»
В 1987 году Анвар Тляубердин — будущий фронт-мен коллектива — вместе со сподвижниками Анатолией Латышевым, Олегом Пономаревым и Сергеем Смагиным на базе Дома культуры «Сахарник» (Мелеуз, Башкирской АССР) создает музыкальный коллектив под названием «Движение» и записывает песни «Чао, бамбино» и «Посмотри, на кого ты стал похож», ставшие в последствии «визитными карточками» группы.
Весной 1988 года группа «Левостороннее движение» выпускает свой первый альбом «Чао, Бамбино», который практически моментально появляется в студиях звукозаписи по всему Советскому Союзу. В том же году коллектив записывает свой второй магнитоальбом «Я хочу знать» с ставшими впоследствии популярными песнями «Что ты понял, что ты решил?» и «Мой номер 2-17-03».
В 1989 году «Левостороннее движение» переезжает в Москву, где на студии Владимира Мальгина выпускает свой третий альбом «Не надо слёз», а также перезаписывает уже полюбившиеся слушателям хиты.
В перерыве между гастролями «Левостороннее движение» выпускает свой последний альбом с участием «золотого» состава группы, получивший название «День рождения».
В 1990 году происходит спад популярности «Левостороннего движения» в результате которого Анвар Тляубердин решает покинуть коллектив и начать сольную карьеру, а к группе присоединяется Вячеслав Тимофеев (в дальнейшем взявший себе псевдоним Слава Прибрежный). Отдельные выступления группы продолжаются вплоть до 1994 года.

### 2000—2018: Реанимация проекта
На фоне возрождения популярности музыкальных коллективов, созданных в 1980-х годах, Анвар Тляубердин решает воссоздать «Левостороннее движение» и перезаписывает в новых аранжировках две композиции, положившие начало творчеству группы — так появляется новый альбом «Чао, бамбино 2001», который состоит из самых известных хитов.
В 2002—2003 годах помимо Анвара в состав группы входят Сергей Сприжицкий и Владимир Дукин, вместе с которыми начинается работа над новым материалом для очередного альбома «Левостороннего движения».
В 2012 году группа в своем оригинальном составе выступает в родном городе Мелеуз. Данное выступление становится последним сольным концертом оригинального состава.
В 2017—2018 годах Слава Прибрежный выходит на связь с Анваром Тляубердиным и они совместно принимают участие в выступлениях на нескольких площадках, однако после кончины Анвара в 2018 году, Слава решает работать самостоятельно в рамках собственного проекта «Левостороннее движение 90-х».

### 2018 — настоящее время: Без Анвара
Еще при жизни Анвар совершал попытки разнообразить собственные выступления женским вокалом — так на сцене кроме фронт-вокалиста появилась Ката Жара (Екатерина Ямпинтаева), выступающая как в роли бэк-вокалистки, а так же исполняющая некоторые песни сольно.
В 2021 году замыслы Анвара Тляубердина, при поддержке участников «золотого состава», решил воплотить продюсер Владимир Полянский — так бы сформирован коллектив музыкантов, солистками которого стали девушки. Состав проекта часто менялся, но основными вокалистками с 2021 по 2023 год являлись Евгения Ильманина и Юлия Зиновьева. В таком составе группа в марте 2023 года выпускает сингл «Дыхание прошлого» в который входят самые известные хиты «Левостороннего движения» в современных аранжировках. В начале февраля 2024 года коллектив под управлением Владимира Полянского приостанавливает свою деятельность.
В феврале 2024 года участники оригинального состава группы "Левостороннее движение" Сергей Смагин и Олег Пономарев принимают решение реанимировать проект. К музыкантам присоединяются вокалисты Евгений Борцов и Наталья Лыкова - в таком составе коллектив начинает работать на сцене.

## Дискография

### Номерные альбомы
- «Чао, бамбино» (1988)
- «Я хочу знать» (1988)
- «День рождения» (1989)
- «Не надо слез» (1989)

### Альбомы ремиксов
- «Чао, бамбино» (2001)
- «Не надо слез» (2002)

### Синглы
- «Дыхание прошлого» (2023)